# Locke Craig

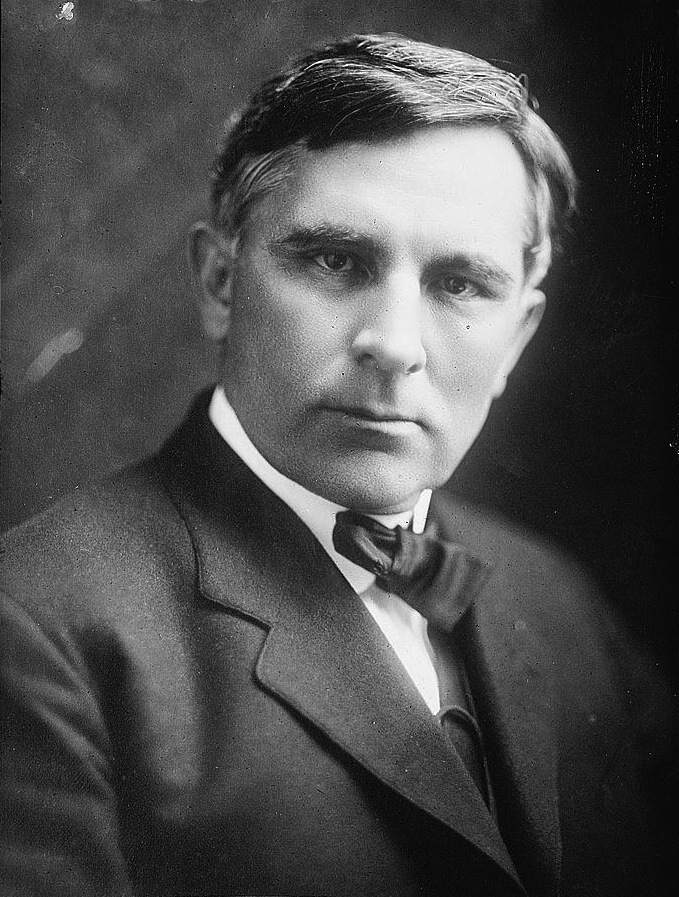
Locke Craig

Locke Craig (* 16. August 1860 im Bertie County, North Carolina; † 9. Juni 1925 in Asheville, North Carolina) war der 53. Gouverneur von North Carolina.

## Frühe Jahre und politischer Aufstieg
Locke Craig studierte bis 1880 an der University of North Carolina. Nach einem anschließenden Jurastudium und seiner Zulassung als Anwalt begann er eine juristische Laufbahn. Er wurde Bezirksanwalt und juristischer Berater der Stadt Asheville. Von 1899 bis 1901 war er für die Demokratische Partei Mitglied des Abgeordnetenhauses von North Carolina. Seine Partei stellte ihn im Jahr 1912 als Spitzenkandidaten für die anstehende Gouverneurswahl auf. 

## Gouverneur von North Carolina
Nachdem er die Wahlen gewonnen hatte, trat er am 15. Januar 1913 sein neues Amt an. Seine Amtszeit endete vier Jahre später am 11. Januar 1917. In dieser Zeit wurde das Straßenbauamt (Highway Commission) in North Carolina gegründet. Das steht im Zusammenhang mit dem Aufkommen der Automobile in jenen Jahren. Der Gouverneur setzte sich auch für den Umweltschutz ein. Er förderte  die staatlichen Parks und Anlagen in North Carolina und erließ allgemeine Fischereigesetze.

## Lebensabend
Nach dem Ende seiner Amtszeit war Craig wieder als Rechtsanwalt tätig. Er starb im Juni 1925. Locke Craig war mit Annie Burgin verheiratet. Das Paar hatte vier Kinder.